# یاماها آروان
یاماها آروان (به انگلیسی: Yamaha YZF-R1) یک موتورسیکلت چهارسیلندر اسپرت ۹۹۸ سی‌سی (۶۰٫۹ مکعب مکعب) است که توسط کمپانی موتورسازی یاماها ساخته شده است. اولین بار در سال ۱۹۹۸ منتشر شد و در سال‌های ۲۰۰۰، ۲۰۰۲، ۲۰۰۴، ۲۰۰۶، ۲۰۰۷، ۲۰۰۹، ۲۰۱۵، ۲۰۱۸ و ۲۰۲۰ به روز رسانی‌های قابل توجهی را تجربه کرد.

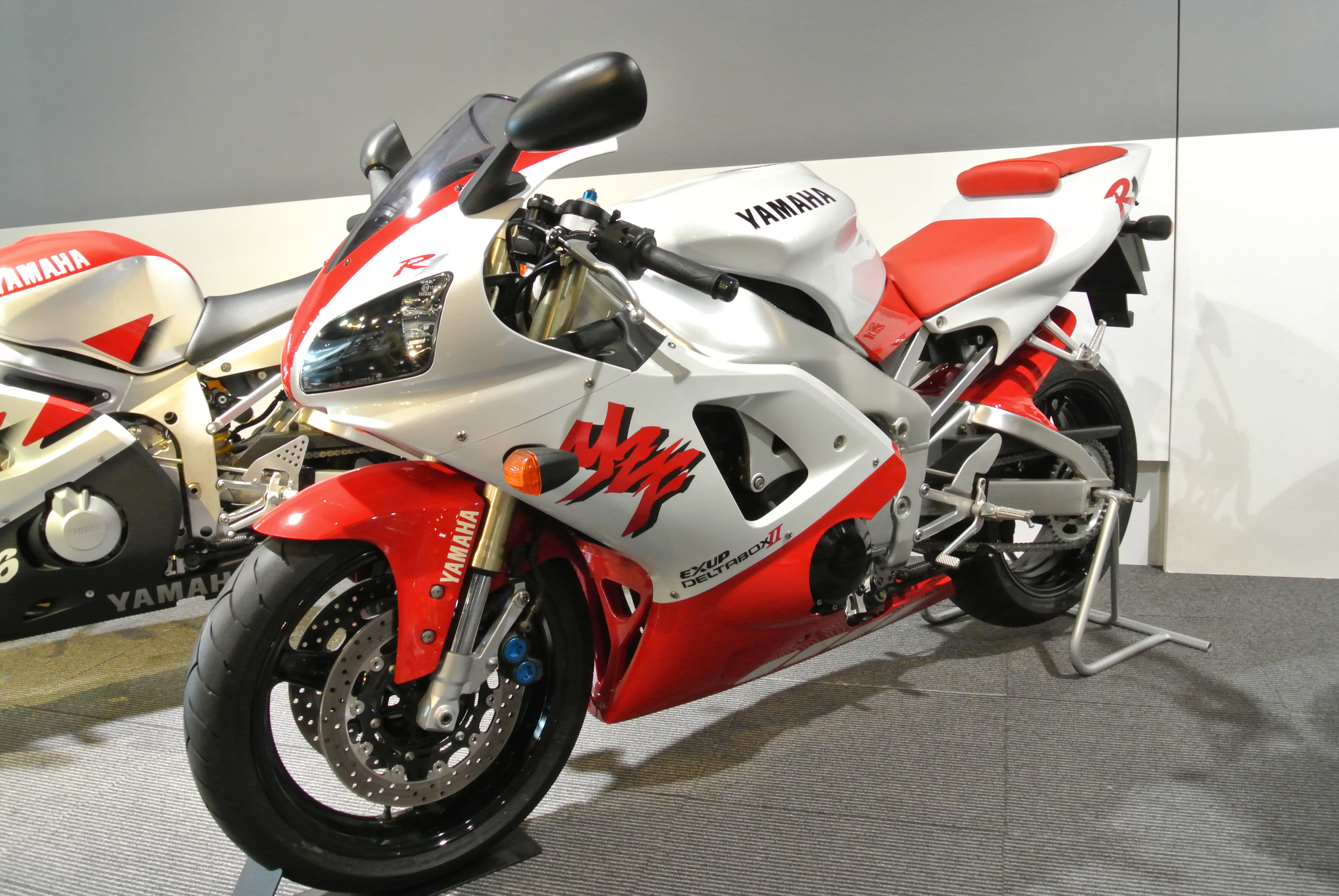
نسل اول یاماها آروان مدل ۱۹۹۸

تست‌های موتورسیکلت مدل سال ۱۹۹۸ به سرعت ۰ تا ۶۰ مایل در ساعت (۰ تا ۹۷ کیلومتر در ساعت) ۲٫۹۶ ثانیه و شتاب ۰ تا ۱۰۰ مایل در ساعت (۰ تا ۱۶۱ کیلومتر در ساعت) ۵٫۹۳ ثانیه، ۰ تا ۱/۰۱/۱ کیلومتر در ساعت ۰٫۴ مایل (۰٫۰٫۰) رسید. در ۱۳۱٫۴۰ مایل در ساعت (۲۱۱٫۴۷ کیلومتر در ساعت) و حداکثر سرعت ۱۶۸ مایل در ساعت (۲۷۰ کیلومتر در ساعت) بود.

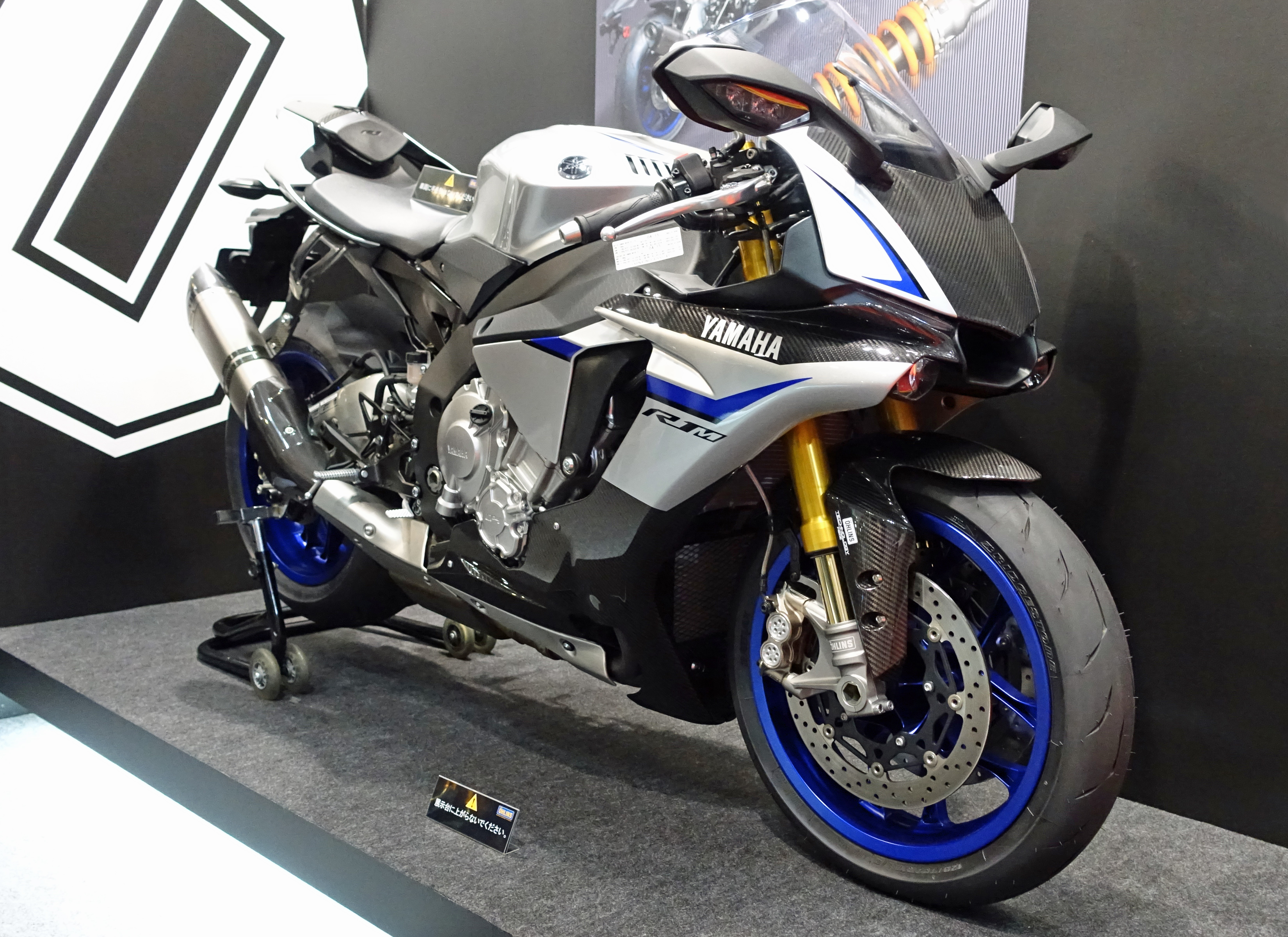
نسل هشتم یاماها آروان مدل ۲۰۱۵

در نمایشگاه موتور سیکلت صدمین سالگرد، یاماها رسماً از نسل جدید آروان مشابه YZR M1 معاصر رونمایی کرد. یاماها ادعا می‌کند که وزن خیس ۱۹۹ کیلوگرم (۴۳۹ پوند) است. تغییرات موتور شامل کاهش نسبت سوراخ به ضربه، جعبه هوای بزرگتر، سیستم سوپاپ انگشتی، و شکستگی میله‌های تیتانیوم است. چرخ‌های منیزیمی استاندارد هستند و اطلاعات از طریق یک صفحه نمایش لایه نازک قابل تنظیم توسط کاربر به سوارکار ارائه می‌شود.